# Michael Gamper (Priester)
Michael Gamper (* 7. Februar 1885 in Prissian, Österreich-Ungarn; † 15. April 1956 in Bozen) war ein Priester und Publizist sowie Kanonikus des Bozner Kollegiatkapitels. Besonders von Bedeutung ist sein Einsatz für die deutschsprachige Volksgruppe in Südtirol sowie seine Haltung gegenüber Faschismus und Nationalsozialismus.

## Leben

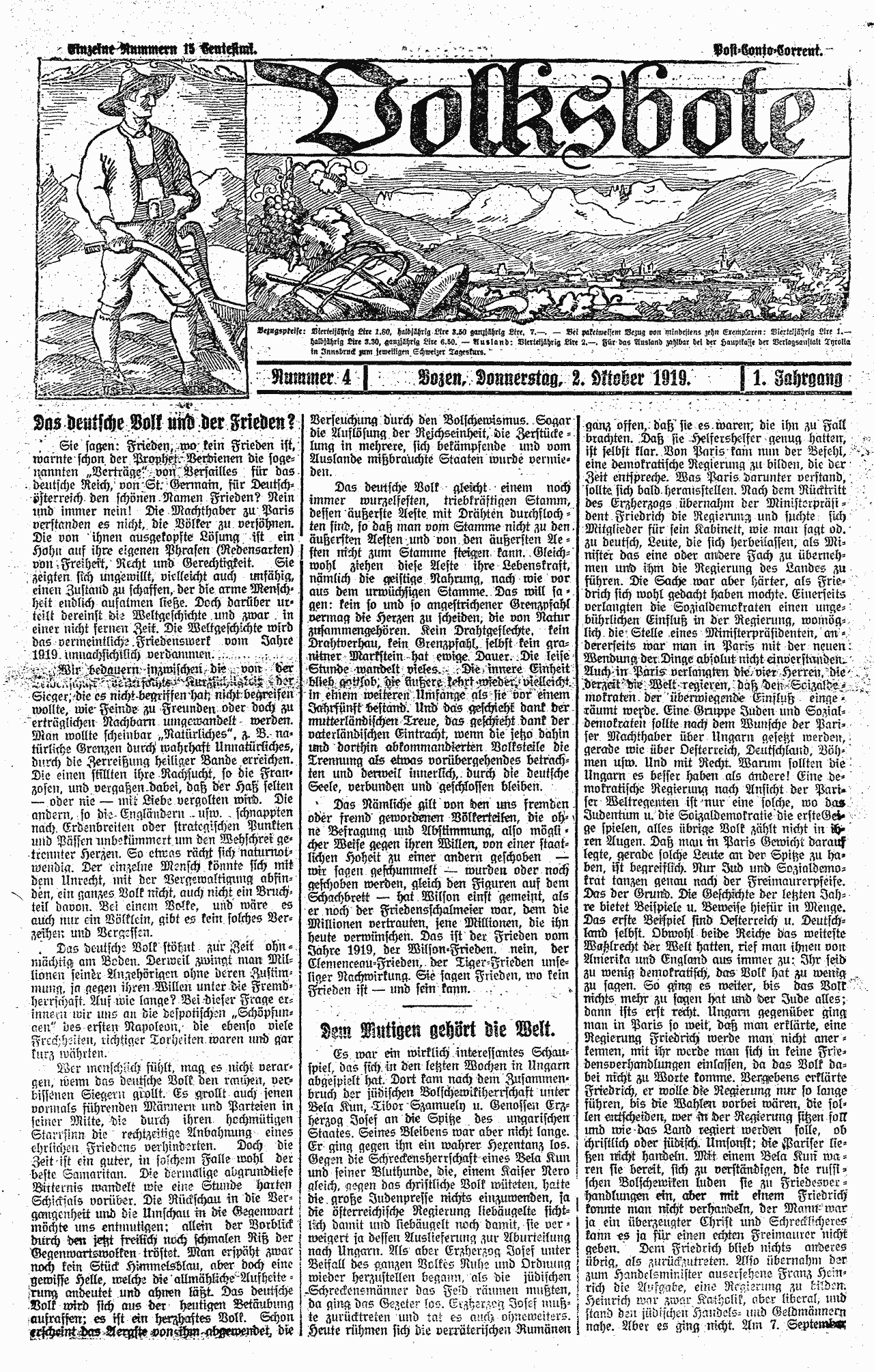
Eine der ersten Ausgaben des von Michael Gamper redigierten Volksboten, Nr. 4, 2. Oktober 1919

Gamper wurde in Prissian, Gemeinde Tisens, als Sohn des vom Deutschnonsberg stammenden Schmiedes Michael Anton Gamper (1848–1929) und seiner Frau Elisabeth, geborene Sulzer, geboren. Er war das zweitälteste von sechs Geschwistern (ein weiteres Kind war bereits jung verstorben). Beeinflusst vom deutschnationalen Kleriker Franz Xaver Mitterer, Exponenten des „Deutschen Schutzvereins“, besuchte er in Meran das Benediktiner-Gymnasium und immatrikulierte nach der Matura an der Universität Innsbruck (die ihn später, 1951 zum Ehrenmitglied ernannte), um Theologie zu studieren. Dort trat er bald der katholischen Studentenverbindung AKV Tirolia bei. Später wurde er noch Ehrenmitglied der KDStV Laurinia Padua, die 1950 mit der AV Austria Innsbruck fusionierte. Nach dem Studium besuchte er das Priesterseminar in Trient, dort wurde er am 29. Juni 1908 zum Priester geweiht.
Als Seelsorger war Gamper zunächst in Girlan, Altrei, Leifers und Barbian tätig. 1914 wurde er als Kanonikus (Domherr) in das Kollegiatkapitel der Propsteikirche in Bozen berufen. In dieser Zeit machte er auch Bekanntschaft mit Prälat Aemilian Schöpfer, der bald die journalistischen Fähigkeiten Gampers erkannte und ihn drängte, die Schriftleitung des neuen Südtiroler Volksboten zu übernehmen (nach der Annexion Südtirols durch Italien im Jahre 1919 war der Verkauf des Tiroler Volksboten verboten worden), dem er als Redakteur rasch eine scharf antisozialdemokratische und antisemitische Richtung gab. Noch 1919 bediente Gamper darin die Dolchstoßlegende, indem er behauptete, dass „eine Gruppe Juden und Sozialdemokraten“ die für die besiegten Mittelmächte so ungünstige Pariser Friedenskonferenz bestimmt habe und „das Volk nichts mehr zu sagen hat und der Jude alles“. 1921 wurde Gamper Präsident der Südtiroler Sektion des Tyrolia Verlages. Zudem engagierte er sich politisch im Deutschen Verband.

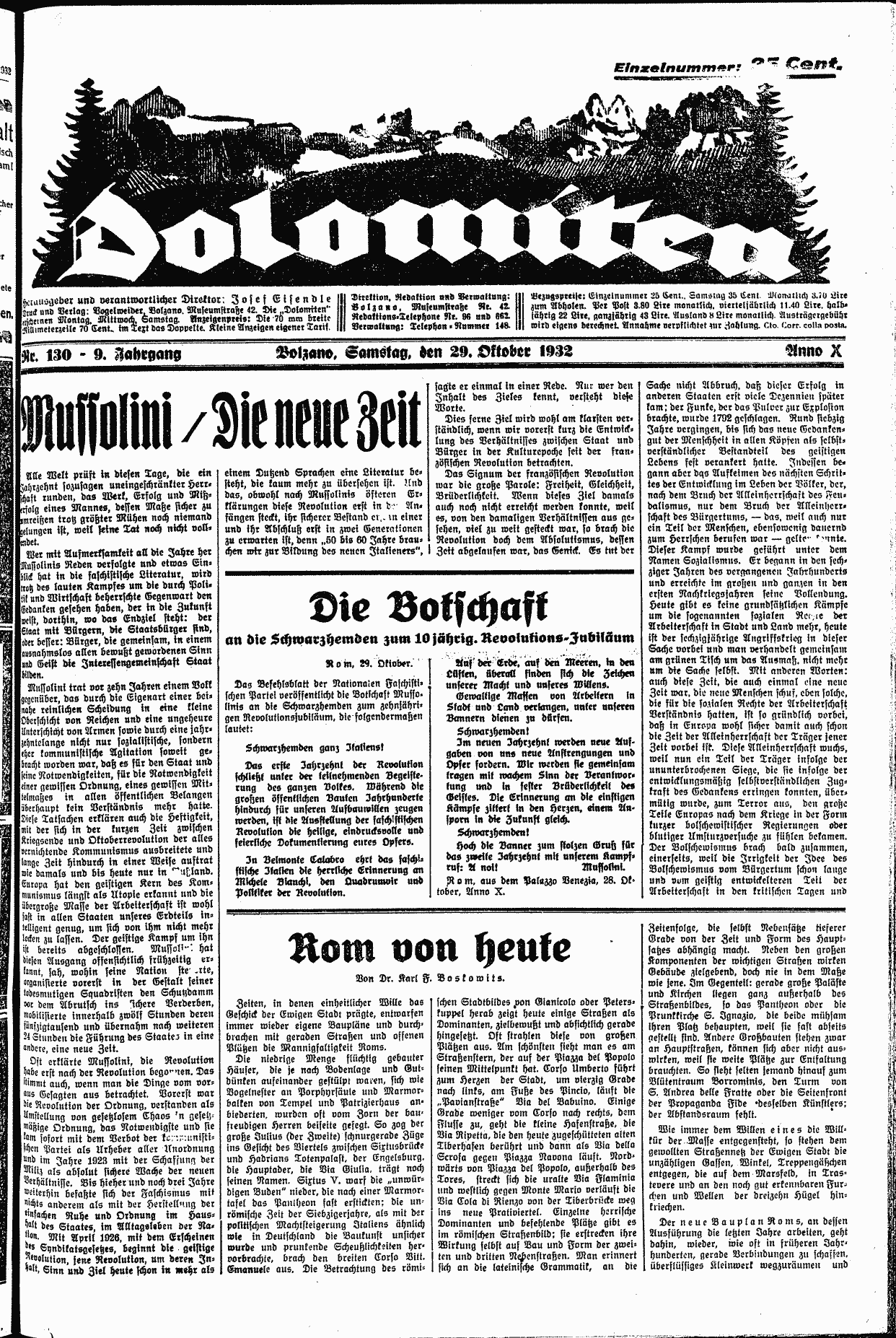
Schlagzeile der Dolomiten vom 29. Oktober 1932 mit offener Huldigung des 10-jährigen Regierungsjubiläums Mussolinis

Nachdem im Rahmen der Italianisierung 1925/26 sämtliche deutsche Printmedien in Südtirol verboten worden waren, erreichte er mit Unterstützung des Vatikans, insbesondere des Mussolini nahestehenden Jesuiten Pietro Tacchi Venturi, dass die deutschsprachige Tageszeitung Dolomiten und andere katholische Printmedien 1925 wieder erscheinen konnten, wenngleich um den Preis regierungsfreundlicher Berichterstattung. Darüber hinaus war er, in Reaktion auf das italienische Schulverbotsgesetz vom Oktober 1923 (Lex Gentile), eine der treibenden Kräfte zur Wiederzulassung des deutschen Religionsunterrichts und – zusammen mit Josef Noldin, Eduard Reut-Nicolussi und Rudolf Riedl – der Organisation der Katakombenschulen.
Mit dem Volksbund für das Deutschtum im Ausland (VDA), einer NS-Kulturorganisation, unterhielt Gamper – auch dank seiner Freundschaft mit dessen Leiter Hans Steinacher – beste Beziehungen. Der Verein förderte mit erheblichen finanziellen Zuwendungen Gampers Notschulprogramm, und Steinacher bezeichnete Gamper als den „beste[n] deutsche[n] Mann in Südtirol“, zumal dieser bis 1937 an einem der NSDAP gegenüber überaus freundlichen Kurs festhielt, da er deren völkische Grundierung, aber auch den markanten Antikommunismus und Antisemitismus von Hitler-Deutschland teilte. 1932 verurteilte Gamper die Anti-NS-Propaganda Eduard Reut-Nicolussis, die dieser wegen Hitlers Verzichtshaltung in der Südtirolfrage entfacht hatte. Gampers Zeitungsartikel im Zeitraum 1933/34 waren „eindeutig  auf  ein nationalsozialistisches Deutschland  ausgerichtet“, was die Kleruskonferenz Meran dazu bewog, beim Trienter Bischof Celestino Endrici gegen die NS-freundliche Orientierung von Gampers Medien förmlich zu protestieren. Erst die ab 1935 sich verstärkende Unterdrückung des deutschen Katholizismus bewirkte ab 1937 seine allmähliche Abkehr vom Nationalsozialismus.
Während der Optionszeit 1939 setzte er sich für den Verbleib der Bevölkerung in Südtirol ein (siehe Andreas-Hofer-Bund). Im Dezember 1940 übernahm Gamper auszugsweise einen zuvor im Osservatore Romano erschienenen Zeitungsartikel über die Ermordung von Kranken und Behinderten in Deutschland in der Aktion T4 durch die Nationalsozialisten unter dem Titel Ein schrecklicher Verdacht.
Nach dem Einmarsch der Wehrmacht in Südtirol 1943 musste Gamper vor der Gestapo fliehen und versteckte sich zunächst in Wangen am Ritten, später – dank der Hilfe von „Männer[n] der Deutschen Abwehr“ – in einem Kloster in der Toskana. Dort nutzte er die Zeit zur Erstellung eines Memorandums für die Alliierten, in dem er die Geschichte Südtirols vom Ende des Ersten Weltkriegs bis in die 1940er Jahre beschrieb.
Den nach Kriegsende zwischen Österreich und Italien im September 1946 geschlossenen Pariser Vertrag lehnte er als „Mißerfolg“ und „Kuhhandel“ ab, da es die ersehnte Selbstbestimmung unmöglich machte. Nun übernahm er die Leitung der Tageszeitung Dolomiten und baute die aus dem Tyrolia-Verlag hervorgegangene Athesia wieder auf. Bis 1956 blieb er deren Präsident. Gamper engagierte sich weiterhin politisch für die Interessen der deutschsprachigen Volksgruppe in Südtirol. Er übte auf die Südtiroler Volkspartei erheblichen Einfluss aus und lieferte mit seinem Leitartikel über den „Todesmarsch der Südtiroler“ vom 28. Oktober 1953 ein Grundmotiv des Kampfes um die Autonomie Südtirols.
Im Alter von 71 Jahren starb Michael Gamper am 15. April 1956 in Bozen. Zuvor machte sich eine schwere Krankheit bemerkbar, der auch ein Aufenthalt in Martinsbrunn bei Meran und Bestrahlungen an der Universitätsklinik von München nicht entgegenwirken konnten. Im Februar 1956 bekam Gamper die Diagnose Lebertumor durch den Münchener Chirurgen Max Lebsche. Die Ausbreitung des Tumors war jedoch zu weit fortgeschritten für eine Operation. Gamper organisierte noch seine Nachfolge im Betrieb und bei der Zeitung sowie sein Begräbnis. Dieses nahm am 19. April 1956 mit einem Trauerzug durch Bozen das Ausmaß einer Großveranstaltung an; am Begräbnis nahmen über 30.000 Personen teil.
Sein journalistisches und finanzielles Erbe traten seine Nichte Martha Flies und ihr Mann Toni Ebner an.

## Rezeption
Besonders von der Athesia-Presse und von dieser nahestehenden Autoren bzw. klerikalen und rechtskonservativen Kreisen wurde nach Gampers Tod dessen Wirken mythisch verklärt und dieser zum „getreuen Eckart des Südtiroler Volkes“ und zum „Mann von Tirol“ stilisiert. Dagegen hat die neuere Forschung die teilweise widersprüchliche Haltung Gampers gegenüber den Diktaturen, seinen klerikalen Dominanzanspruch und die systematische Vermengung von Kirche und Politik herausgestellt.
In Altrei, Bozen, Innsbruck, Klobenstein, Leifers, Lienz und Olang wurden Straßen nach Michael Gamper benannt.
Das Kanonikus-Michael-Gamper-Werk, das seit den 1960er Jahren mehrere Schulheime in Südtirol betreibt, trägt seinen Namen.

## Werke
- Athanasius (i.e. Michael Gamper): Die Seelennot eines bedrängten Volkes. Von der nationalen zur religiösen Unterdrückung in Südtirol. Innsbruck: Marianische Verlags-Buchhandlung 1927.
- Südtirol im Jubeljahr seines Bundes. Bericht über die 150-Jahr-Feier des Tiroler Herz-Jesu-Bundes im Jahre 1946. Verlagsanstalt Athesia, Brixen 1946.
- Die deutsche Volksgruppe in Südtirol gestern und heute. In: Volk und Staat. Festschrift Karl Maßmann. Kiel-München 1954, S. 220–227.